# Celldweller
Celldweller è un progetto musicale nato a Detroit, Stati Uniti, creato da Klayton (associato anche al progetto Circle of Dust), che scrive tutta la musica e si occupa della maggior parte delle parti vocali e di suonare la quasi totalità degli strumenti in studio di registrazione. Il progetto aveva anche una formazione live composta da Klayton (voce, chitarra, tastiera, percussioni, programmazione), Dale Van Norman (chitarra, tastiera, percussioni, voce secondaria), Kemikal (basso, chitarra, tastiera, percussioni, voce secondaria) e Caise (batteria e percussioni). I live non hanno mai avuto tanto successo e Klayton decise di non organizzarne più. In una recente intervista Klayton, alla domanda se ci saranno futuri live, rispose con un "mai dire mai". Lo stile del progetto può essere generalmente inteso come un misto di industrial, nu metal ed elettronica varia come techno, trance e breakbeat, ma la sua musica è multiforme, traendo spunto da un ampio spettro di influenze diverse.

## Discografia

### Album in studio
- 2003 - Celldweller
- 2008 - Soundtrack for the Voices in My Head Vol. 01
- 2009 - Wish Upon a Blackstar
- 2010 - Soundtrack for the Voices in My Head Vol. 02
- 2013 - Soundtrack for the Voices in My Head Vol. 03
- 2014 - End of an Empire
- 2017 -  Offworld
- 2022 -  Satellites

### Raccolte
- 2003 - The Beta Cessions Vol. 1
- 2014 - Demo Vault Vol. 01
- 2014 - Demo Vault Vol. 02
- 2014 - Transmissions: Vol. 01
- 2015 - Transmissions: Vol. 01

### Colonne sonore
- 2013 - Blackstar

### Album dal vivo
- 2012 - Live Upon a Blackstar

### Album di remix
- 2011 - The Complete Cellout

### EP
- 1999 - Celldweller
- 2005 - Frozen/Goodbye Remixes
- 2004 - Shapeshifter
- 2006 - Tragedy
- 2006 - Switchback Vinyl
- 2006 - Switchback/Own Little World Remix EP
- 2007 - Symbiont Remixes 2001
- 2011 - Cellout EP 01
- 2011 - Groupees Unreleased
- 2012 - Space & Time
- 2013 - Zombie Killer EP